# Thrall
Thrall (fødenavn Go'el) søn af Durotan, er en fiktiv figur fra Warcraft universet. Han blev som barn fundet ved sine myrdede forældre af Aedelas Blackmoore. Aedelas gav ham navnet Thrall, som et menneskeligt ord for slave.